# Houthalen-Helchteren

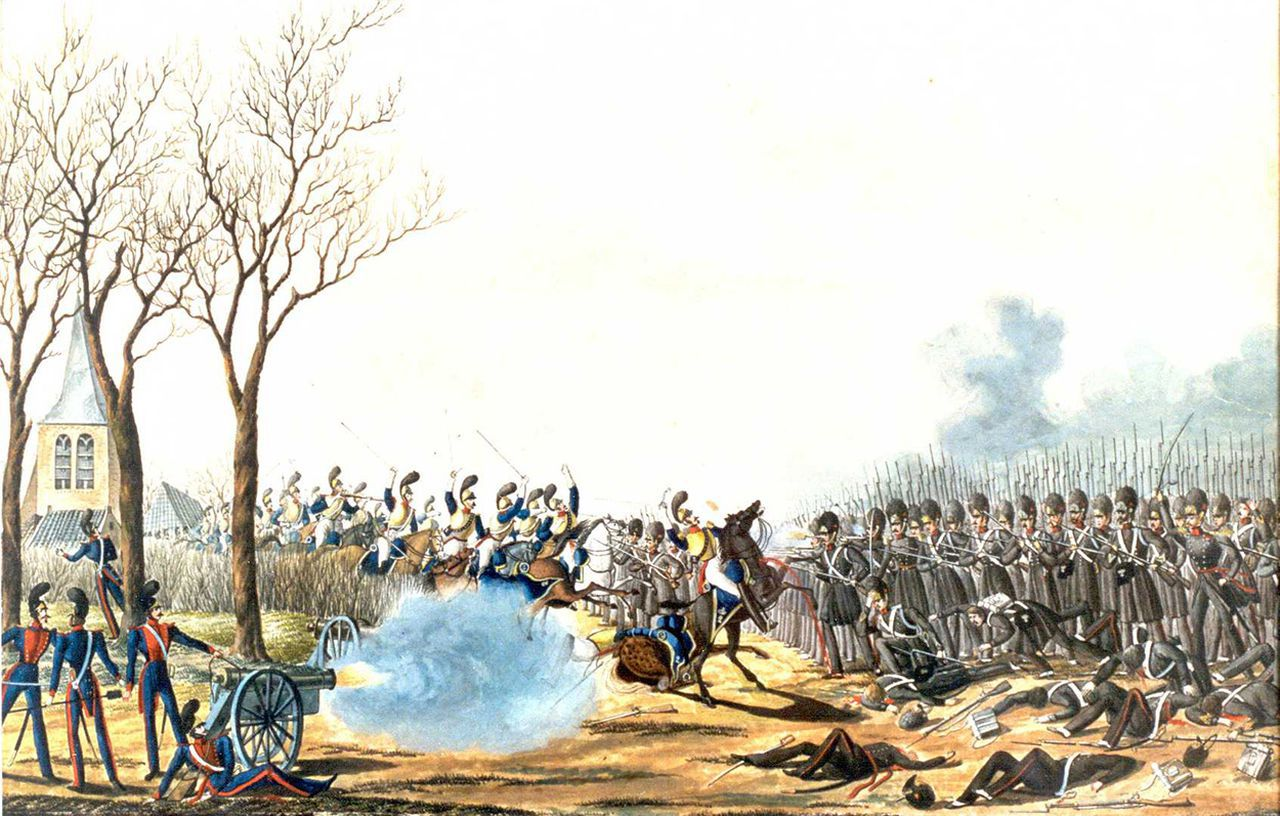
De Slag bij Houthalen, een episode in de Tiendaagse Veldtocht (1831)

Houthalen-Helchteren (Limburgs: Houthalen helchtre) is een gemeente in de Belgische provincie Limburg. De gemeente telt ruim 30.000 inwoners. De gemeente is de hoofdplaats van het het gerechtelijk kanton Houthalen-Helchteren en maakt deel uit van het kieskanton Peer.

## Geografie

### Deelgemeenten
| # | Naam       | Opp. (km²) | Inwoners (2020) | Inwoners per km² | NIS-code |
| - | ---------- | ---------- | --------------- | ---------------- | -------- |
| 1 | Houthalen  | 48,41      | 23.813          | 492              | 72039A   |
| 2 | Helchteren | 29,81      | 6.737           | 226              | 72039B   |

### Kernen
De fusiegemeente bestaat uit 2 deelgemeenten: Houthalen en Helchteren. Houthalen, de grootste van de twee, fungeert als centrum van de gemeente. Daar is in september 2012 een ecologisch Nieuw Administratief Centrum (NAC) geopend, dat de gemeentelijke diensten, het sociaal huis, de balies bib en toerisme, het kinderdagverblijf De Sijsjes, de technische ploegen, de politie, het pwa, de muziek- en tekenacademie en een aantal externe partners huisvest. In het gebouw bieden een aantal appartementen woongelegenheid, zodat het NAC werken, wonen en vrije tijd combineert. Op het terrein van het oud mijngebouw achter het NAC wordt een cleantechcampus ontwikkeld. Het oude mijngebouw doet hierbij dienst als incubator voor jonge bedrijven in de cleantechsector en kreeg de naam Greenville. Tussen het NAC en Greenville wordt een woonzone ontwikkeld, waarin een pilootproject rond cohousing is voorzien.
Houthalen omvat naast het centrum nog vier gehuchten die tevens parochies zijn. Langs de N74 ligt Laak dat door lintbebouwing naar de centrumkern toe gegroeid is. 

In het westen tegen de grens met Heusden ligt Lillo. De benaming is afkomstig van linde en het toponiem lo. Bij de Sint-Catharinakapel staan nog twee (oude) lindebomen.
Lillo bevat een Schansstraat met bijhorende schans waar eerder de mensen zich verschansten in slechtere tijden of aanvallen van buitenaf. De schans is nog zichtbaar door een hoog liggende rechthoek met daarrond een beek. De houtwallen zijn verdwenen.
In het zuidoosten ligt Meulenberg met zijn mijnwerkerstuinwijken. Meulenberg is ook vergroeid met het centrum. In het oosten ligt Houthalen-Oost, bestaande uit recentere verkavelingen. De bebouwde kernen van Houthalen-Oost en het Genkse Zwartberg sluiten op elkaar aan.
Helchteren is de meest noordelijke deelgemeente en ligt grotendeels langs de N74 en de weg van Heusden naar Meeuwen. In het oosten van de deelgemeente ligt nog het landelijke gehucht Sonnis.

### Aangrenzende gemeenten
De buurgemeenten zijn Hechtel-Eksel, Peer, Oudsbergen, Genk, Zonhoven, Heusden-Zolder en Beringen.

## Demografie

### Demografische ontwikkeling
Alle historische gegevens hebben betrekking op de huidige gemeente, inclusief deelgemeenten, zoals ontstaan na de fusie van 1 januari 1977.
- Bronnen:NIS, Opm:1831 tot en met 1981=volkstellingen; 1990 en later= inwonertal op 1 januari

| Inwoners van jaar tot jaar op 1 januari 1992 tot heden | Inwoners van jaar tot jaar op 1 januari 1992 tot heden | Inwoners van jaar tot jaar op 1 januari 1992 tot heden |
| jaar                                                   | Aantal                                                 | Evolutie: 1992=index 100                               |
| ------------------------------------------------------ | ------------------------------------------------------ | ------------------------------------------------------ |
| 1992                                                   | 27.717                                                 | 100,0                                                  |
| 1993                                                   | 28.074                                                 | 101,3                                                  |
| 1994                                                   | 28.202                                                 | 101,7                                                  |
| 1995                                                   | 28.435                                                 | 102,6                                                  |
| 1996                                                   | 28.653                                                 | 103,4                                                  |
| 1997                                                   | 28.761                                                 | 103,8                                                  |
| 1998                                                   | 28.916                                                 | 104,3                                                  |
| 1999                                                   | 29.105                                                 | 105,0                                                  |
| 2000                                                   | 29.215                                                 | 105,4                                                  |
| 2001                                                   | 29.270                                                 | 105,6                                                  |
| 2002                                                   | 29.438                                                 | 106,2                                                  |
| 2003                                                   | 29.416                                                 | 106,1                                                  |
| 2004                                                   | 29.607                                                 | 106,8                                                  |
| 2005                                                   | 29.802                                                 | 107,5                                                  |
| 2006                                                   | 29.945                                                 | 108,0                                                  |
| 2007                                                   | 30.050                                                 | 108,4                                                  |
| 2008                                                   | 29.999                                                 | 108,2                                                  |
| 2009                                                   | 30.120                                                 | 108,7                                                  |
| 2010                                                   | 30.126                                                 | 108,7                                                  |
| 2011                                                   | 30.318                                                 | 109,4                                                  |
| 2012                                                   | 30.356                                                 | 109,5                                                  |
| 2013                                                   | 30.515                                                 | 110,1                                                  |
| 2014                                                   | 30.623                                                 | 110,5                                                  |
| 2015                                                   | 30.666                                                 | 110,6                                                  |
| 2016                                                   | 30.592                                                 | 110,4                                                  |
| 2017                                                   | 30.601                                                 | 110,4                                                  |
| 2018                                                   | 30.623                                                 | 110,5                                                  |
| 2019                                                   | 30.655                                                 | 110,6                                                  |
| 2020                                                   | 30.550                                                 | 110,2                                                  |
| 2021                                                   | 30.498                                                 | 110,0                                                  |
| 2022                                                   | 30.844                                                 | 111,3                                                  |
| 2023                                                   | 30.960                                                 | 111,7                                                  |
| 2024                                                   | 30.896                                                 | 111,5                                                  |
| 2025                                                   | 30.945                                                 | 111,6                                                  |

## Politiek

### Structuur
De gemeente Houthalen-Helchteren ligt in het kieskanton Peer en het provinciedistrict Peer, het kiesarrondissement Hasselt-Tongeren-Maaseik (identiek aan de kieskring Limburg).
| Houthalen-Helchteren | Houthalen-Helchteren | Supranationaal         | Nationaal                         | Nationaal          | Gemeenschap       | Gewest            | Provincie         | Arrondissement           | Provinciedistrict | Kanton          | Gemeente             |
| -------------------- | -------------------- | ---------------------- | --------------------------------- | ------------------ | ----------------- | ----------------- | ----------------- | ------------------------ | ----------------- | --------------- | -------------------- |
| Administratief       | Niveau               | Europese Unie          | België                            | België             | Vlaanderen        | Vlaanderen        | Limburg           | Maaseik                  | Maaseik           | Maaseik         | Houthalen-Helchteren |
| Administratief       | Bestuur              | Europese Commissie     | Belgische regering                | Belgische regering | Vlaamse regering  | Vlaamse regering  | Deputatie         | Deputatie                | Deputatie         | Deputatie       | Gemeentebestuur      |
| Administratief       | Raad                 | Europees Parlement     | Kamer van volksvertegenwoordigers | Vlaams Parlement   | Vlaams Parlement  | Vlaams Parlement  | Provincieraad     | Provincieraad            | Provincieraad     | Provincieraad   | Gemeenteraad         |
| Kiesomschrijving     | Kiesomschrijving     | Nederlands Kiescollege | Kieskring Limburg                 | Kieskring Limburg  | Kieskring Limburg | Kieskring Limburg | Kieskring Limburg | Hasselt-Tongeren-Maaseik | Peer              | Peer            | Houthalen-Helchteren |
| Verkiezing           | Verkiezing           | Europese               | Federale                          | Federale           | Vlaamse           | Vlaamse           | Provincieraads-   | Provincieraads-          | Provincieraads-   | Provincieraads- | Gemeenteraads-       |

#### (Voormalige) Burgemeesters
| Tijdspanne | Tijdspanne   | Burgemeester                  |
| ---------- | ------------ | ----------------------------- |
|            | 1977 - 1982  | Jan Gerits (CVP)              |
|            | 1983 - 1992  | Lode Franssens (CVP)          |
|            | 1992 - 2000  | Maurice Vanoevelen (CVP)      |
|            | 2001 - 2003  | Jules D'Oultremont (sp.a)     |
|            | 2003 - heden | Alain Yzermans (sp.a/Vooruit) |

#### Legislatuur 2024-2030
Burgemeester bleef Alain Yzermans (HOPPAH, een kartellijst van Vooruit, CD&V en Groen). Hij leidt een coalitie bestaande uit HOPPAH en het kartel N-VA-BUUR. Samen vormen ze de meerderheid met 28 op 31 zetels.

#### Resultaten gemeenteraadsverkiezingen sinds 1976
| Partij of kartel     | Partij of kartel                               | 10-10-1976 | 10-10-1976 | 10-10-1982 | 10-10-1982 | 9-10-1988 | 9-10-1988 | 9-10-1994 | 9-10-1994 | 8-10-2000 | 8-10-2000 | 8-10-2006 | 8-10-2006 | 14-10-2012 | 14-10-2012 | 14-10-2018 | 14-10-2018 | 13-10-2024 | 13-10-2024 |
| Stemmen / Zetels     | Stemmen / Zetels                               | %          | 27         | %          | 27         | %         | 27        | %         | 27        | %         | 29        | %         | 29        | %          | 31         | %          | 31         | %          | 31         |
| -------------------- | ---------------------------------------------- | ---------- | ---------- | ---------- | ---------- | --------- | --------- | --------- | --------- | --------- | --------- | --------- | --------- | ---------- | ---------- | ---------- | ---------- | ---------- | ---------- |
|                      | CVP1 / CD&V2 / HOPPAHB                         | 67,781     | 20         | 39,211     | 12         | 33,421    | 10        | 41,941    | 14        | 29,491    | 10        | 24,442    | 8         | 22,142     | 8          | 21,92      | 7          | 44,1B      | 15         |
|                      | SP1 / sp.a2 / sp.a-Groen-plusA / HOPPAHB       | 19,991     | 5          | 28,051     | 8          | 31,81     | 10        | 27,51     | 8         | 30,271    | 10        | 34,852    | 12        | 27,96A     | 10         | 26,3A      | 9          | 44,1B      | 15         |
|                      | Agalev1 / Groen!2 / sp.a-Groen-plusA / HOPPAHB | -          |            | -          |            | -         |           | 7,051     | 1         | 9,041     | 2         | 5,582     | 1         | 27,96A     | 10         | 26,3A      | 9          | 44,1B      | 15         |
|                      | VU1 / VU&ID2 / OM-NU!3 / N-VA4 / N-VA - BUURA  | 12,231     | 2          | 11,181     | 2          | 8,631     | 2         | -         |           | 3,822     | 0         | 12,663    | 3         | 19,404     | 6          | 14,04      | 4          | 38,3A      | 13         |
|                      | S&D1 / BUUR2 / N-VA - BUURA                    | -          |            | -          |            | -         |           | -         |           | -         |           | -         |           | 16,571     | 5          | 21,91      | 8          | 38,3A      | 13         |
|                      | PVV1 / VLD2 / Open Vld3                        | -          |            | -          |            | 4,931     | 0         | 6,492     | 1         | 11,392    | 3         | 6,292     | 1         | 4,623      | 0          | -          |            | -          |            |
|                      | Vlaams Blok1 / Vlaams Belang2                  | -          |            | -          |            | 1,941     | 0         | 8,911     | 2         | 15,991    | 4         | 13,022    | 4         | 7,642      | 2          | 10,02      | 3          | 13,02      | 3          |
|                      | INSPRK                                         | -          |            | -          |            | -         |           | 6,74      | 1         | -         |           | -         |           | -          |            | -          |            | -          |            |
|                      | NIEUW                                          | -          |            | 20,06      | 5          | 19,27     | 5         | -         |           | -         |           | -         |           | -          |            | -          |            | -          |            |
|                      | PVDA                                           | -          |            | 1,5        | 0          | -         |           | 0,45      | 0         | -         |           | -         |           | -          |            | 3,0        | 0          | 4,6        | 0          |
|                      | Anderen(*)                                     | -          |            | -          |            | -         |           | 0,92      | 0         | -         |           | 3,17      | 0         | 1,69       | 0          | 2,9        | 0          | -          |            |
| Totaal stemmen       | Totaal stemmen                                 | 11200      | 11200      | 13378      | 13378      | 14872     | 14872     | 15909     | 15909     | 18025     | 18025     | 20550     | 20550     | 21064      | 21064      | 21132      | 21132      | 13019      | 13019      |
| Opkomst %            | Opkomst %                                      |            |            |            |            | 96,95     | 96,95     | 95,84     | 95,84     | 94,93     | 94,93     | 96,10     | 96,10     | 93,96      | 93,96      | 93,7       | 93,7       | 57,4       | 57,4       |
| Blanco en ongeldig % | Blanco en ongeldig %                           | 5,28       | 5,28       | 5,98       | 5,98       | 5,73      | 5,73      | 4,44      | 4,44      | 4,47      | 4,47      | 3,76      | 3,76      | 3,98       | 3,98       | 4,3        | 4,3        | 0,8        | 0,8        |

De zetels van de gevormde meerderheid staan vetjes afgedrukt. De grootste partij staat in kleur.
De rode cijfers naast de gegevens duiden aan onder welke naam de partijen telkens bij een verkiezing opkwamen.
(*) 1994: AOV (0,92%) / 2006: Houthalens-Belang (1,45%), Lijst Remi Timmers (1,72%) / 2012: HART / 2018: U&WIJ (2,2%), ECHT (0,4%), Be.One (0,3%) 

## Bezienswaardigheden

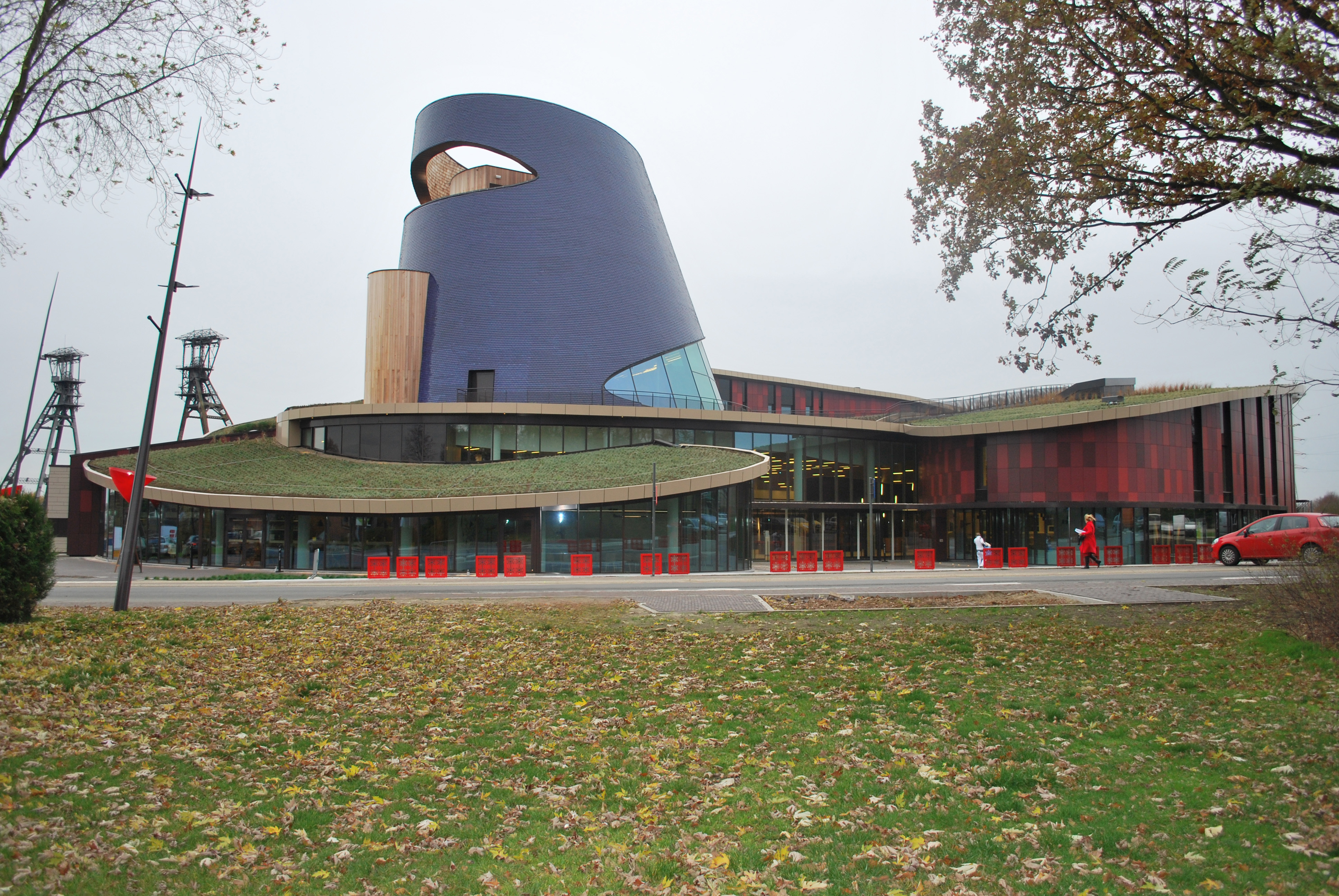
Het NAC in Houthalen

## Toerisme en recreatie
Houthalen-Helchteren telt op haar grondgebied drie recreatiedomeinen:
- Kelchterhoef, "de Plas", de hoeven, wandel- en fietstrajecten, camping
- Hengelhoef, natuur- en recreatieterrein
- Molenheide, gemeentelijk wild-wandelpark, camping en complex met zwembaden, tennisterreinen en overdekte speeltuin

Het naturistenterrein van Houthalen bevond zich bij het gehucht Lillo.

## Bekende personen
- Emile Van Coppenolle (1893-1975), militair en colloborateur
- Gerard Bijnens (1911-1992), politicus
- Marcel Hendricks (1925-2008), wielrenner
- Harry Martens (1945), scheikundige en hoogleraar
- Roger Loysch (1951), wielrenner
- Ingrid Daubechies (1954), wis- en natuurkundige
- Ann Vervoort (1977-2010), danseres en zangeres
- Désirée Viola (1992-2018), actrice en danseres
- William Baeten (1997), voetballer